# Spinus psaltria
Spinus psaltria е вид много малка птица от семейство Чинкови (Fringillidae).

## Разпространение и местообитание
Видът е разпространен от югозападната част на Съединените щати до Венецуела и Перу.
Среща се на места с дървета или храсти, с изключение на гъстите гори.